# 大眾葬

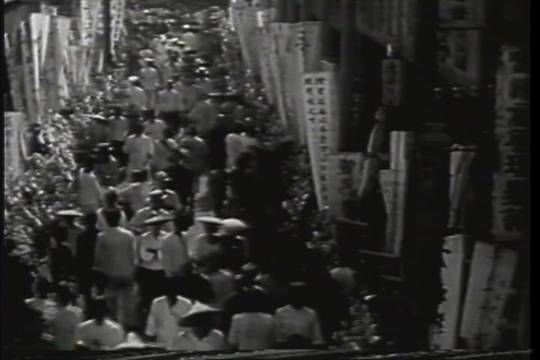
大稻埕商家休市哀悼，街道擠滿參加大眾葬儀之人潮，掛滿各友誼團體吊旗。

大眾葬（全名為「故蔣渭水氏之臺灣大眾葬葬儀」）專指西元1931年（昭和六年）8月23日台灣日治時期政治家蔣渭水的葬禮，為屬於庶民體制的「國葬」，亦是蔣渭水個人的殊榮。

## 經過

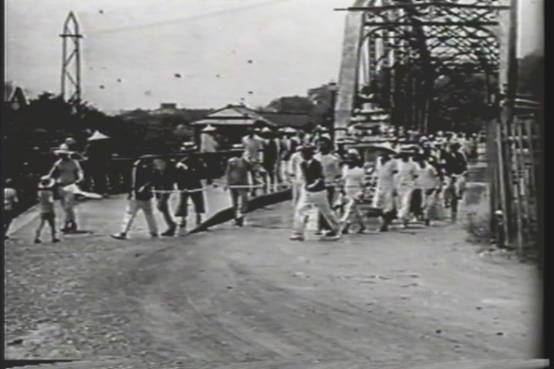
會眾佩帶黑布，葬儀委員執紼，蔣渭水靈櫬行經臺北「明治橋」。

西元1931年8月8日，蔣渭水死後三日，生前親友決議舉行「故 蔣渭水氏之臺灣大眾葬葬儀」。8月23日上年8點30分在臺北永樂町通（今迪化街）永樂座舉行「故 蔣渭水先生之臺灣大眾葬儀」，場內中央有蔣渭水先生之遺像，二旁有「精神不死」、「遺訓猶在」、「大眾干城」、「解放鬥將」及以大眾為詞首的輓聯：

「大義受大名　生據大安作營陣　死埋大直　大夢誰先覺 ；
      眾民歸眾望　功憑眾志以成城　力排眾難　眾醉君獨醒。」

葬儀當日，五千餘人聞訊趕來參加大眾葬送別。臺北的武裝警官都集中部署於大稻埕嚴加戒備，署長親自坐鎮指揮，而反對份子乘機在艋舺大肆活動。而大眾葬儀所凝聚的巨大能量，總督府為之震撼，不僅將此首部異議份子實況紀錄片封存，印刷中的《蔣渭水全集》也遭波及，沒收焚毀，預計出版的吊文集也遭禁止，被譏為「死渭水，嚇破活總督」。
8月29日，《臺灣新民報》第379號，全版以「臺灣空前的葬式」報導23日蔣渭水的「臺灣大眾葬」，文末有「這次之大眾葬儀，從頭至尾皆有活動寫真隊攝影，其盛況如何，不久預定可在全島各地映寫云。」

## 外部連結
- YouTube上的故蔣渭水先生葬儀實況 （昭和六年八月）
- 蔣渭水最後的驚嘆號崇隆大眾葬紀錄時代心情
- 蔣渭水最後的驚嘆號（页面存档备份，存于）

## 註解
1. ↑  .   [2014-02-11]. （原始内容存档于2014-01-10）.